# Seamiew Records
Seamiew Records was een Nederlands nu-metallabel. De eerste band die tekende op het label en ook de naam bedacht, was Dreadlock Pussy. Kort daarna tekende ook de Belgische metalband Gazzoleen. Na twee jaar van opereren in de Benelux als dochteronderneming van Zomba Distribution tekenden twee nieuwe bands bij het label: de Belgische industrialband Mindstab en de Nederlands/Duitse metalband End Of April. Slechts een jaar later tekenden twee nieuwe bands bij Seamiew Records: de Zweedse metalformatie Transport League en de Amsterdamse emo-coreband Rapid Notion.

Door het uit elkaar gaan van Mindstab, End Of April en Rapid Notion kwam Seamiew Records in zwaar weer. Het label dreigde failliet te gaan en is eind 2004 opgeheven. Vlak daarvoor tekende de Engelse band Tripswitch nog een contract, maar het label was niet in staat om dit contract nog waar te maken.

## Bands
In volgorde van getekend
- Dreadlock Pussy (NLD)
- Gazzoleen (BEL)
- End of April (NLD)
- Mindstab (BEL)
- Transport League (SWE)
- Rapid Notion (NLD)
- Tripswitch (GBR)

## Discografie

### Dreadlock Pussy
- Sharp Instead v2 - Next attack (2000)
- Middles EP (2001)
- Leaves Of Grass (Single, 2001)
- Tsumi (2002)
- T Minus (Single, 2002)
- Jacob's Ladder (Single, 2002)

### Gazzoleen
- Like 2 Die (Single, 2001)
- Tiny Bears (2001)
- Call It A Day (Single, 2001)
- Filter (Single, 2002)
- Tiny Bears The Night Edition (2003)

### End of April
- Divided By Numbers ep (2003)
- If I Had A Bullet For Everyone... (2004)

### Mindstab
- Black Vise (Single, 2003)
- Say Anything (2003)

### Transport League
- Disconnect Massconnect (Single) (2003)
- Multiple Organ Harvest (2003)

### Rapid Notion
- Catapult Incisions (2004)

### V/A
Seamiew Records Sampler 1 (2003)